# Love Is in Control (Finger on the Trigger)
«Love Is in Control (Finger on the Trigger)» (с англ. — «Любовь под контролем (палец на курке)») — песня американской певицы Донны Саммер. Выпущена в качестве лид-сингла с альбома Donna Summer в июне 1982 года. Песня была написана Родом Темпертоном и спродюсированная Куинси Джонсом.
Песня также была успешна в чартах, она смогла попасть в первую десятку в Канаде, Финляндии, в Нидерландах, Норвегии, Испании, в США пиковой позицией осталась 10 строчка в Billboard Hot 100.
Музыкальное видео на песню снималось, когда Донна Саммер была уже на достаточно большом сроке беременности, поэтому создателям приходилось прятать живот исполнительницы за мешковатой одеждой и аксессуарами.

## Чарты

### Еженедельные чарты
| Чарт (1982)                         | Высшая позиция |
| ----------------------------------- | -------------- |
| Австралия (Kent Music Report)       | 17             |
| Бельгия/Фландрия (Ultratop 50)      | 13             |
| Бельгия (VRT Top 30 Flanders)       | 14             |
| Великобритания (OCC UK Singles)     | 18             |
| Канада (RPM Top Singles)            | 4              |
| Ирландия (IRMA)                     | 14             |
| Испания (AFYVE)                     | 5              |
| Италия (Musica e dischi)            | 14             |
| Нидерланды (Dutch Top 40)           | 6              |
| Нидерланды (Single Top 100)         | 12             |
| Новая Зеландия (Recorded Music NZ)  | 40             |
| Норвегия (VG-lista)                 | 3              |
| Польша (LP3)                        | 28             |
| США (Billboard Hot 100)             | 10             |
| США (Billboard Hot Black Singles)   | 4              |
| США (Billboard Hot Dance Club Play) | 3              |
| США (Cashbox)                       | 11             |
| Финляндия (Suomen virallinen lista) | 3              |
| Франция (IFOP)                      | 48             |
| Швеция (Sverigetopplistan)          | 13             |
| Швейцария (Schweizer Hitparade)     | 5              |
| ЮАР (Springbok Radio)               | 7              |

### Годовые чарты
| Чарт (1982)                    | Позиция |
| ------------------------------ | ------- |
| Бельгия (Ultratop 50 Flanders) | 51      |
| Нидерланды (Dutch Top 40)      | 59      |
| Нидерланды (Single Top 100)    | 73      |
| США (Billboard Hot 100)        | 59      |
| США (Cashbox)                  | 69      |